# Sigmops

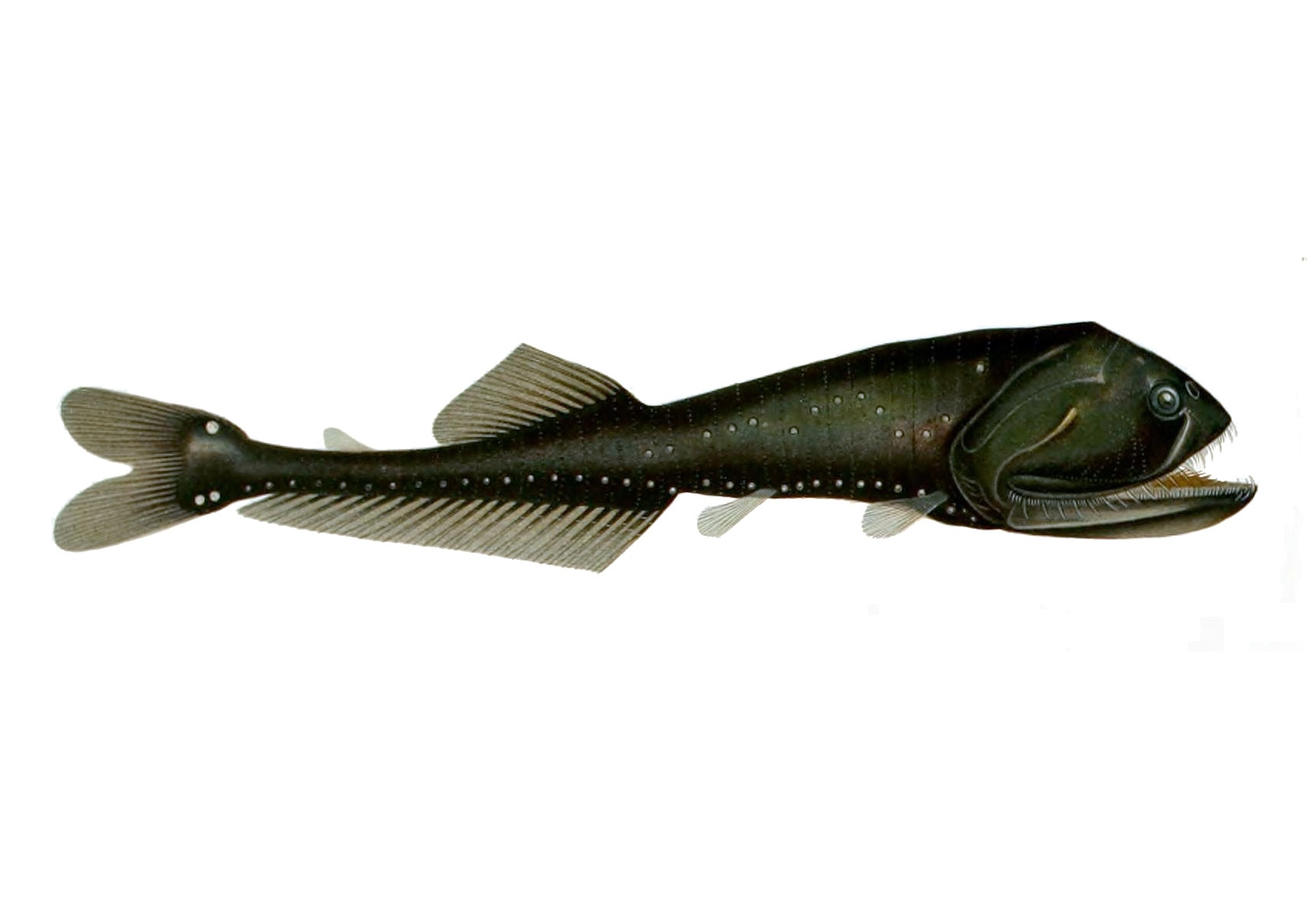
Sigmops bathyphilus (il·lustració del 1911)

Sigmops és un gènere de peixos pertanyent a la família dels gonostomàtids.

## Taxonomia
- Sigmops bathyphilus (Vaillant, 1884)[4]
- Sigmops ebelingi (Grey, 1960)[5]
- Sigmops gracilis (Günther, 1878)[6]
- Sigmops longipinnis (Mukhacheva, 1972)[7][8][9][10][11][12][13][14]